# 欧勒马
欧勒马（阿拉伯语：‎）是阿尔及利亚塞提夫省的一座城市。